# Branislav Bystriansky
Branislav Bystriansky (23. červen 1972, Bratislava) je slovenský herec.
Po absolvování studia herectví na VŠMU v roce 1995 působí jako člen Činohry SND v Bratislavě. Hostuje i v Divadle Andreje Bagara v Nitře a na Nové scéně v Bratislavě. V televizi hrál hlavní roli ve filmu Príbeh Mateja Hóza (1994).

## Filmografie
- 1993: Príbeh Mateja Hóza
- 1994: Maťo Palica
- 1995: Mikuláš Mráz
- 1996: Jozef Mak
- 1998: Drahí príbuzní
- 2000: Zámok na juhu
- 2008–2017: Panelák
- 2008: Kutyil s.r.o.
- 2009: Nedodržený slib
- 2017: Horná Dolná
- 2023: Klíč svatého Petra